# Luyatrechus
Luyatrechus is een geslacht van kevers uit de familie van de loopkevers (Carabidae). De wetenschappelijke naam van het geslacht is voor het eerst geldig gepubliceerd in 2000 door M.Etonti & Mateu.

## Soorten
Het geslacht Luyatrechus is monotypisch en omvat slechts de volgende soort:
- Luyatrechus cuelapensis M.Etonti & Mateu, 2000